# Günter Henrich (Cartoonist)
Günter Henrich (* 6. Juli 1937 in Wetzlar; † 20. Oktober 2011 in Frankfurt am Main) war ein deutscher Karikaturist und Cartoonist. 

## Leben und Wirken
Günter Henrich war ausgebildeter Architekt. Er war Kunstbeauftragter und langjähriger Leiter der Galerie im Turm der Energieversorgung Offenbach.
Seit den 1970er Jahren beschäftigte er sich vor allem mit dem Zeichnen von Karikaturen und Cartoons. Er illustrierte vorwiegend Arbeiten hessischer Autoren sowie zu Themen der Ökologie. Seine Werke veröffentlichte er in mehreren Cartoon-Büchern, in Büchern anderer Autoren und in Zeitungen wie der Frankfurter Rundschau. 
Günter Henrich war auch kuratorisch aktiv. So entstand durch seine Initiative die Ausstellung „ApfelWeinKunst“ mit Werken von sechs hessischen Künstlern, von denen jeweils eines eine Etiketten-Reihe von Apfelweinflaschen bildet. Das vom Kelterer Jörg Stier veröffentlichte Buch ApfelWeinKunst wurde vom Börsenverein des Deutschen Buchhandels bei der Verleihung des Hessenbuch-Preises 2008 mit einem Sonderpreis ausgezeichnet. 2009 kuratierte er die Ausstellung „Komische Kunst“ in Seligenstadt.
Günter Henrich wohnte in Seligenstadt.

## Werke
- Ei, wie? Ei, hessisch! Naumann, Nidderau.
  - Teil 1: 1999, ISBN 3-933575-11-7.
  - Teil 2: Ei, zwei!. 2001, ISBN 3-933575-44-3.
- Ja, Virginia, es gibt einen Weihnachtsmann! Aus dem Englischen von Walter Sauer. Naumann, Nidderau 1999, ISBN 3-933575-23-0.
  - Lateinische Ausgabe: Vere, Virginia, Sanctus Nicolaus est! Naumann, Nidderau 2000, ISBN 3-933575-35-4.
  - Schwäbische Ausgabe: Ja, Virginia, s gibt en Weihnachtsmann!. Aus dem Englischen von Manfred Mergel. Naumann, Nidderau 2003, ISBN 3-936622-25-6.
- Des Äppelwei-Cartoonbuch. Naumann, Nidderau 2002, ISBN 3-933575-89-3.
- Das Kölsch-Cartoonbuch.  Mit Texten von Volker Gröbe. Naumann, Nidderau 2003, ISBN 3-936622-04-3.
- Das Weißbier-Cartoonbuch. Mit Texten von Gerald Drews. Naumann, Nidderau 2003, ISBN 3-936622-09-4.
- Das Bocksbeutel-Cartoonbuch. Fränkisch von Hermann Hehn. Naumann, Nidderau 2003, ISBN 3-936622-08-6.
- Sybille Milde, Ludwig Hessler: Das Spargel-Cartoon-Kochbuch. Naumann, Nidderau 2005, ISBN 3-936622-59-0. (Kurzrezension)
- Rainer Weisbecker: Schoppepetzers Lamento. Naumann, Nidderau 2005, ISBN 3-936622-65-5.
- Rainer Weisbecker: Gude Petrus. Naumann, Nidderau 2007, ISBN 978-3-940168-03-0.